# Gustaf Holgersson
Gustaf Adolf Holgersson, född 22 juli 1893 i Västerviks församling, Kalmar län, död 22 april 1952 i Oskarshamns församling, Kalmar län, var en svensk folkmusiker.

## Biografi
Gustaf Holgersson föddes 1893 i Västervik. Han var tävlande vid Spelmanstävlingen i Växjö 1913.

## Upptecknade låtar
År 1917 upptecknade Axel Boberg och Olof Andersson låtar av Holgersson.
- Vals i D-dur efter fadern.
- Vals efter en spelman.
- Stenbockens polska, efter fadern och Söderberg.